# Andrzej Jan Piwarski

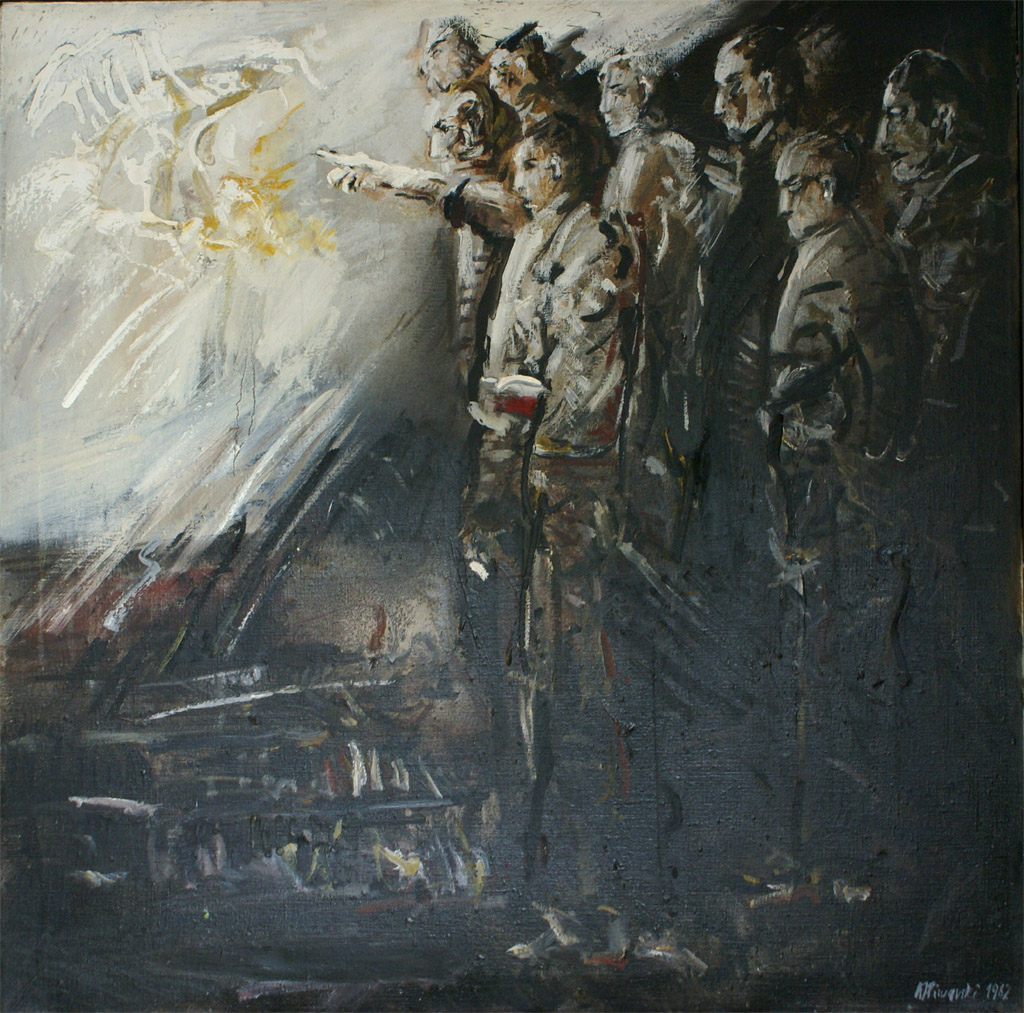
Andrzej Jan Piwarski, Znowu nadzieja. Olej na płótnie. 100x100 cm, 1982 r.

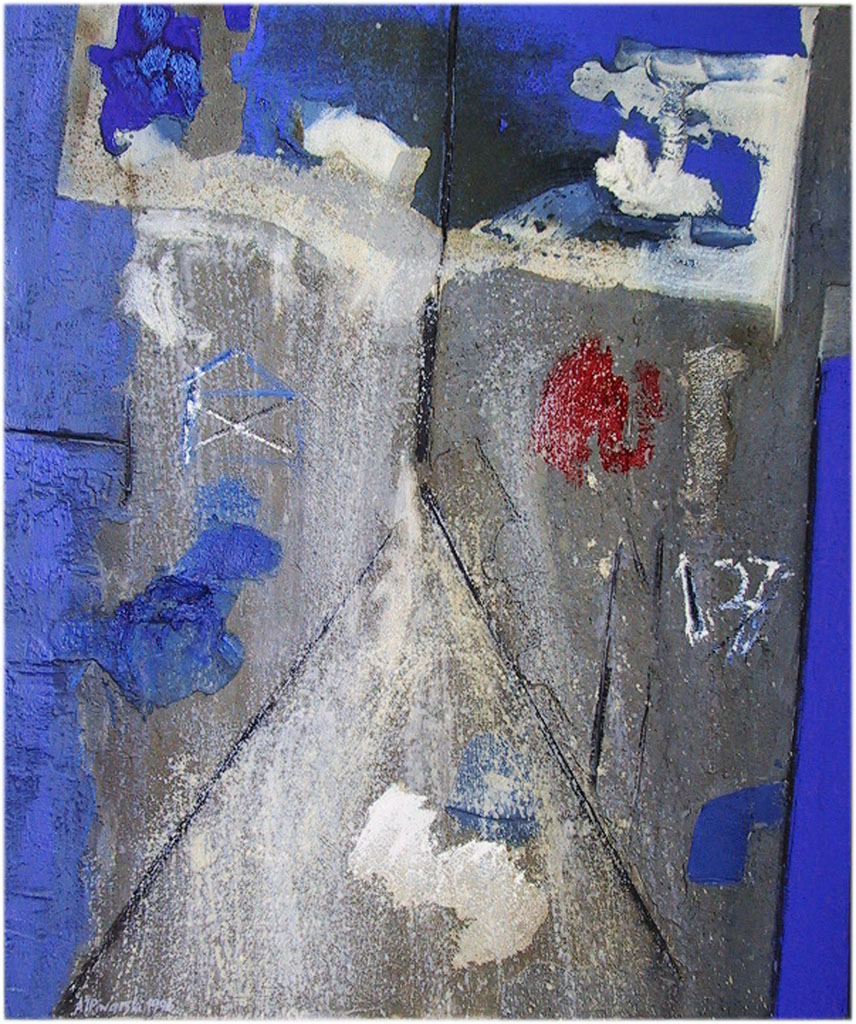
Andrzej Jan Piwarski, Rustykalna ściana. Olej na płótnie, 120x100 cm, 1996 r.

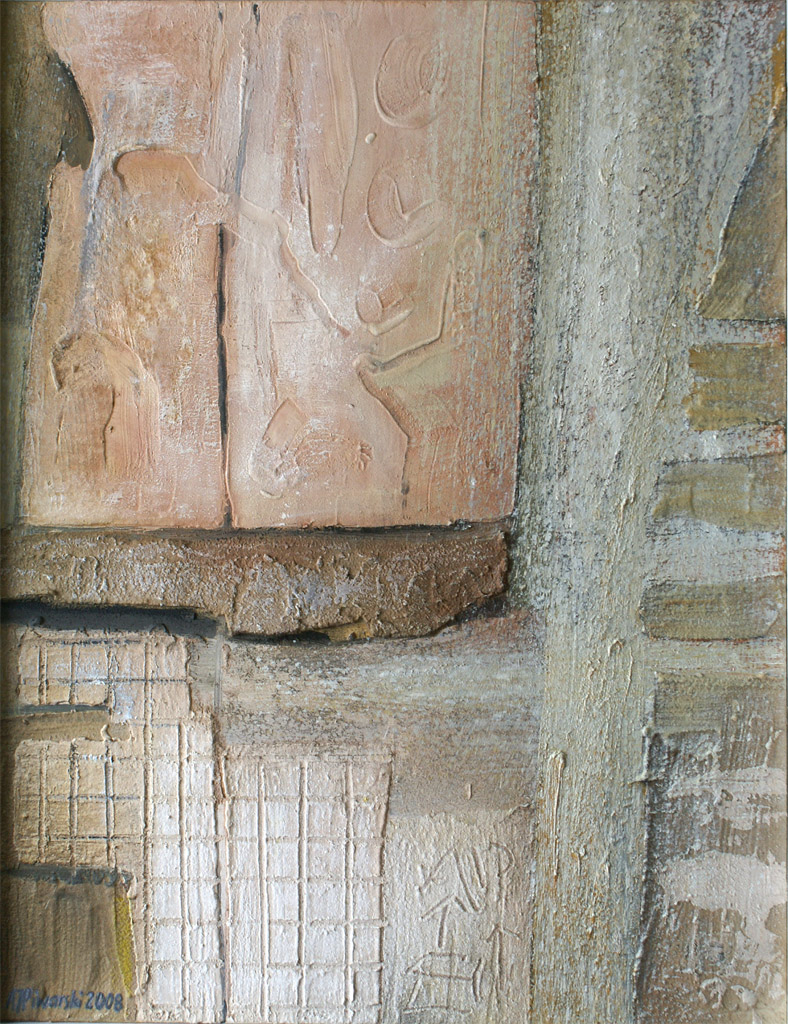
Andrzej Jan Piwarski, Przeszłość II. Olej na płótnie, 90x70 cm, 2008 r.

Andrzej Jan Piwarski (ur. 27 marca 1938 w Warszawie, zm. 24 lutego 2025 w Gdańsku) – polski artysta malarz, grafik, działacz społeczny i polonijny, animator życia artystycznego. 

## Życiorys
Był praprawnukiem Jana Feliksa Piwarskiego (1794–1859). W latach 1960–1966 odbył studia na Wydziale Malarstwa Państwowej Wyższej Szkoły Sztuk Plastycznych w Gdańsku, w pracowniach Stanisława Teisseyre´a i Jacka Żuławskiego. W latach 1976–1980 gość-docent w Wyższej Szkole Sztuk Plastycznych w Münster w pracowni malarstwa. W roku 1979 otrzymał roczne stypendium Zarządu Komunalnego Zagłębia Ruhry w Essen (RFN). W latach 1987–1991 prowadził pracownię malarstwa w Europejskiej Letniej Akademii Sztuk Pięknych w Luksemburgu. W roku 1993 założył Europejskie Laboratorium Sztuki w Tuchomiu, gdzie organizował Międzynarodowe Sympozja Artystów „Tuchomie”.
Organizator i uczestnik wielu manifestacji i sympozjów, m.in. w RFN, Norwegii, Francji, Wielkiej Brytanii, potępiających stan wojenny w Polsce, jak również poświęconych walce o suwerenność Polski i innych państw o ustroju komunistycznym.
Od 1962 r. był mężem Barbary Ur-Piwarskiej, rzeźbiarki i malarki. Mieszkał w Berlinie oraz w Gdańsku.

### Malarstwo
Autor m.in. cyklu obrazów zainspirowanych Sierpniem ’80. Jego prace znajdują się w wielu muzeach, państwowych i prywatnych zbiorach sztuki. W Polsce m.in. w Muzeach Narodowych w Warszawie, w Gdańsku, Szczecinie, Muzeum Śląskim w Katowicach, Muzeum Okręgowym w Toruniu, Muzeum Okręgowym im. Leona Wyczółkowskiego w Bydgoszczy, Muzeum Historycznym Miasta Gdańska w Gdańsku, Bibliotece Uniwersyteckiej – Gabinet Rycin w Warszawie, w Muzeum Uniwersyteckim UMK w Toruniu, Zamku Książąt Pomorskich w Szczecinie. Natomiast w Niemczech w Muzeum Muru Berlińskiego w Berlinie, ponadto w Belgii, Danii, Finlandii, Francji, Hiszpanii, Holandii, Japonii, Luksemburgu (Muzeum Narodowe Literatury w Mersch, Miejskiej Galerii Sztuki w Esch-sur-Alzette), Norwegii (Królewskie Zbiory Sztuki w Oslo, Landsorganisasjonen w Oslo), Rosji, Szwecji, USA, Watykanie i w Wielkiej Brytanii.
Od roku 1967 miał ponad 150 indywidualnych wystaw w Polsce, Szwecji, Finlandii, Niemczech, Norwegii, Luksemburgu, Hiszpanii i Holandii. Od roku 1963 uczestniczy w ponad 250 wystaw zbiorowych w Polsce, Niemczech, Belgii, Francji, Hiszpanii, Luksemburgu, Norwegii, Finlandii, Holandii, Szwecji, Ukrainie, Belgii, Francji, Watykanie i na Węgrzech.

### Działalność (wybór)
- od 1966 – Związek Polskich Artystów Plastyków (Polska)
- 1982–2005 – Związek Artystów Plastyków IG Medien (Niemcy)
- od 1992 – Stowarzyszenia Polskich Artystów Plastyków w Niemczech – założyciel i prezes
- 1992–1994 – Kongres Polonii Niemieckiej – członek-założyciel, członek Prezydium
- od 1997 – Stowarzyszenie Europejskie Laboratorium Sztuki w Tuchomiu (woj. pomorskie) – założyciel
- od 2009 – Związek Berlińskich Artystów Plastyków (VBK) w Berlinie

### Cykle obrazów (wybrane)
- Kosmogonia, 1975–1978
- Bieszczady, 1976–1979
- Ludzie na drodze, 1976–1982
- Cykl hiszpański, 1977–1992
- Cykl paryski, 1979–1981
- Ślady-Nadzieje, 1980–1985
- Hommage a Grzegorz Przemyk, 1983–1986
- Emigranci, 1983–1987
- Hommage a ks. Jerzy Popiełuszko, 1984–1987
- Wykopaliska, 1985–1990
- Wyjścia z ziemi, 1985–1990
- Portrety, 1985–1992
- Ludzie-Znaki, 1988–1992
- Dom, 1990–1992
- Ślady czasu – Ślady człowieka, 1992 do dnia dzisiejszego

## Ordery i odznaczenia
- Krzyż Kawalerski Orderu Zasługi Rzeczypospolitej Polskiej (2004)
- Medal za Długoletnie Pożycie Małżeńskie (2012)
- Srebrny Medal „Zasłużony Kulturze Gloria Artis” (11 maja 2018)[2]
- Medal Senatu RP
- Medal Prezydenta Miasta Gdańska z okazji Jubileuszu 55 rocznicy zawarcia związku małżeńskiego (2017)
- Złota Odznaka ZPAP (2018)

## Nagrody i wyróżnienia
- 1963 – Nagroda Rektora ASP w Warszawie na Ogólnopolskiej Studenckiej Wystawie Malarstwa i Grafiki w Warszawie
- 1965 – Nagroda Ministra Kultury i Sztuki na Ogólnopolskiej Studenckiej Wystawie Morskiej w BWA w Sopocie
- 1970 – dwa wyróżnienia honorowe na I Ogólnopolskim Konkursie Na Obraz Sztalugowy w Łodzi
- 1979–1980 – Stypendium Zarządu Komunalnego Zagłębia Ruhry w Essen
- 2003 – Statua Neptuna, Oberhausen
- 2003 – Statuetka Stefana Batorego, III Liceum Ogólnokształcącego w Chorzowie
- 2004 – Wyróżnienie – Journalia 2004 – Redakcja „Samo życie”, Dortmund
- 2013 – Nagroda Prezydenta Miasta Gdańska w Dziedzinie Kultury za kontynuacje malarskiej wizji idei Solidarności, za artystyczną wypowiedź wobec niesprawiedliwości i artystyczną obecność w wydarzeniach ważnych dla Gdańska oraz z okazji jubileuszu 50-lecia pracy artystycznej[3]
- 2016 – Stypendium Marszałka Województwa Pomorskiego dla twórców kultury na rok 2016
- 2016 – Wyróżnienie Polskiej Rady Związku Krajowego w Berlinie za wystawę w sierpniu 2015 „Ślady-Nadzieje” w Stadthalle w Münster
- 2018 – Nagroda Specjalna Marszałka Województwa Pomorskiego za wybitne zasługi w dziedzinie twórczości artystycznej

## Informacje w wydawnictwach encyklopedycznych
1. Europejski Leksykon Artystów – Kürt Bütow, tom III, s. 274 „Andrzej Jan Piwarski”, Bavaria Kunstverlag, 1992.
2. Artyści z Essen – s. 212–213 „Andrzej Jan Piwarski”, Dom Sztuki w Essen, Essen 1994.
3. Polonia – Słownik biograficzny – Agata, Zbigniew Judeccy, s. 249 „Piwarski Andrzej Jan”, Wydawnictwo Naukowe PWN, Warszawa 2000 – 381 – ISBN 83-01-13186-1.
4. Kwartalnik Biograficzny Polonii „Polacy w świecie” – Zbigniew Andrzej Judycki, Nr 15, s. 36–38, „Piwarski Andrzej Jan”, Wydawca Zakład Biografistyki Polonijnej – Paryż, Akademia Świętokrzyska, Kielce 2000.
5. Leksykon Polonii i Polaków za granicą – Polak w świecie, s. 243 – „Piwarski Andrzej Jan”, Polska Agencja Informacyjna S. A. Wydawnictwo, Warszawa 2001.
6. Niemieckie Polonica Prasowe – Deutsche Pressepolonica – Maria Kalczyńska, Leonard Paszek, s. 253–255, „Piwarski Andrzej Jan – Europejskie Laboratorium Sztuki. Tuchomie”, Państwowy Instytut Naukowy – Instytut Śląski, Opole 2004; Maria Kalczyńska, Leonard Paszek, s. 706, 1618–1619, 1622, Państwowy Instytut Naukowy – Instytut Śląski, Opole 2005.